# Christine Jones Forman
Christine Jones Forman (* 3. února 1949) je americká astrofyzička, která se specializuje na rentgenovou astronomii a pomocí ní studuje struktury galaxií a kup galaxií. Pracuje v Harvard-Smithsonian Center for Astrophysics v Cambridge v Bostonu ve státě Massachusetts.
Je bývalou prezidentkou Americké astronomické společnosti a byla ředitelkou Konsorcia pro odhalování záhad vesmíru při Smithsonian Institution. V letech 1990 až 2010 vedla tým pro Chandra X-Ray Observatory, což je jeden z nejvýznamnějších rentgenových dalekohledů ve vesmíru.

## Vzdělání a kariéra
Christine Forman vystudovala střední školu ve West Carrolltonu v Ohiu. Během studia navštěvovala Ross Mathematics Program - letní matematický program Arnolda Rosse pro nadané středoškoláky.
Po absolvování střední školy se přestěhovala do Cambridge v Massachusetts, kde na Harvardově univerzitě postupně získala tři tituly z astrofyziky - bakalářský titul v roce 1971, magisterský titul v roce 1972 a doktorát v roce 1974. Její doktorská práce se zaměřila na rentgenové záření z galaxií a kup galaxií. Během svých studií byla postdoktorandkou v Harvard-Smithsonian Center for Astrophysics a zároveň Harvardskou juniorskou členkou.
Christine Forman je od roku 1973 astrofyzičkou na Smithsonian Astrophysical Observatory (SAO), která je součástí Centra pro astrofyziku Harvard-Smithsonian Center for Astrophysics (CfA). V letech 1990 až 2010 působila jako vedoucí Chandra Calibration Group a vedla kalibrační tým pro Chandra X-ray Observatory, což je jeden z nejvýznamnějších rentgenových dalekohledů ve vesmíru.
V roce 2010 byla jmenována ředitelkou Konsorcia pro odhalování záhad vesmíru (Consortium for Unlocking the Mysteries of the Universe). Stala se tak jedním ze čtyř ředitelů strategického plánu konsorcia Smithsonian Institution pro čtyři velké výzvy astrofyziky. Nadále pracuje v Harvard-Smithsonian Center for Astrophysics, kde se věnuje výzkumu kup galaxií, temné hmoty a supermasivních černých děr.
Christine Forman je provdaná za astrofyzika Billa Formana a společně spolu vychovali tři děti - Julii, Daniela a Mirandu.

## Výzkum
Při studium rentgenového záření z eliptických galaxií jako jedna z prvních dokázala, že eliptické galaxie nejsou mrtvé, jak se dříve předpokládalo. Obsahují totiž horký plyn, který září v rentgenovém spektru. Tento horký plyn umožňuje určit hmotnost těchto galaxií včetně podílu temné hmoty.
Pomocí rentgenových dat zjistila, že kupy galaxií jsou dynamické systémy, kde probíhají srážky a slučování menších kup. Tyto interakce vytvářejí rázové vlny, které lze pozorovat v rentgenovém záření.
Podílela se na důkazech o přítomnosti temné hmoty ve vesmíru. Její měření hmotnosti kup galaxií pomocí rentgenového záření vedlo k potvrzení, že většina hmoty ve vesmíru není viditelná a musí být tvořena temnou hmotou. Její studium interakcí mezi horkým plynem a centrálními supermasivními černými děrami ukázalo, že černé díry mohou regulovat tvorbu hvězd tím, že ohřívají okolní plyn a zabraňují jeho kolapsu do nových hvězd.
Jako vedoucí kalibračního týmu nejvýznamnějšího vesmírného rentgenového dalekohledu Chandra X-ray Observatory se podílela na extrémně přesných měření rentgenových zdrojů ve vesmíru.

## Vyznamenání
- V roce 1985 se Christine Forman a její manžel William R. Forman stali prvními držiteli Ceny Bruna Rossiho[4] (ceny udělované každoročně Americkou astronomickou společností) za významný přínos astrofyzice vysokých energií, se zvláštním důrazem na nedávné, původní práce. Obdrželi odměnu 500 dolarů a certifikát za průkopnickou práci při studiu rentgenových emisí z raných typů galaxií.
- V roce 2013 se Christine Forman stala 14. držitelem ceny Secretary's Distinguished Research Lecture Award udělované Smithsonian Institution.
- V roce 2023 byla zvolena členkou Národní akademie věd Spojených států amerických (National Academy of Sciences) za své významné a trvalé úspěchy ve výzkumu astrofyziky.